# 福克斯通
福克斯通（英語：Folkestone），英格兰肯特郡的一个城鎮，人口53,411，距法国加来港仅有40公里的航程，几百年来一直是个商贸往来不断的繁荣海港都市。但是1994年，横穿多佛尔海峡的英法海底隧道正式通车后，福克斯通失去了原有的交通枢纽地位。主要景点有金斯诺斯荻园、新麦特罗波艺术中心（The New Metropole Art Center）、在海滨可眺望七姐妹白崖，福克斯通被人们誉为“英格兰的花园”。參與英格蘭足球依斯米安聯賽的隊伍福克斯通因維克塔足球隊以此地為主場。